# フライングドクター

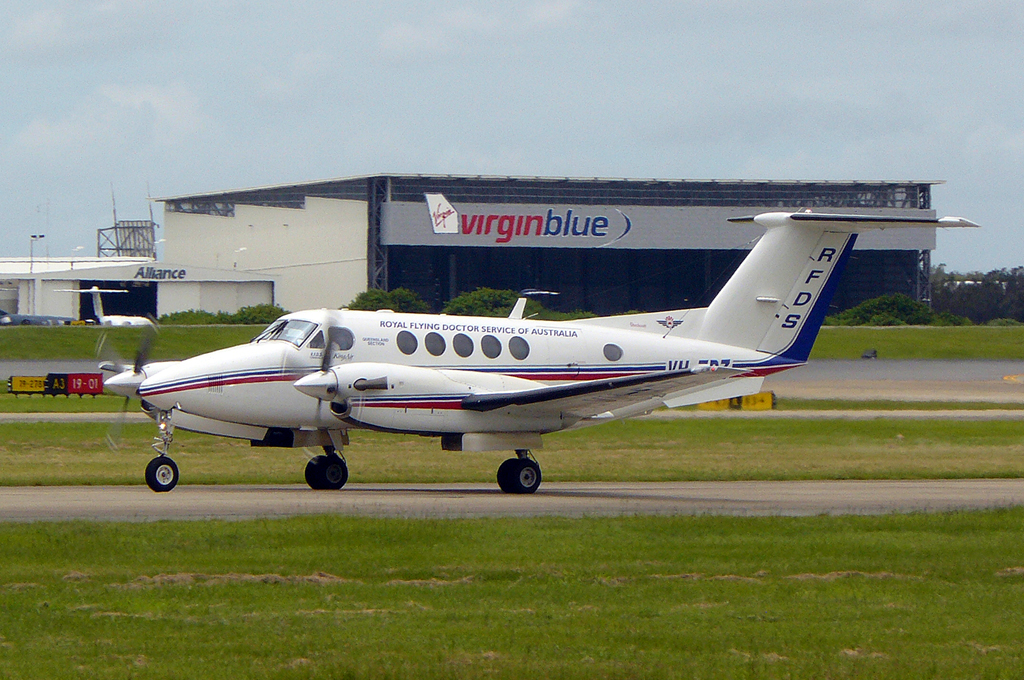
所属機

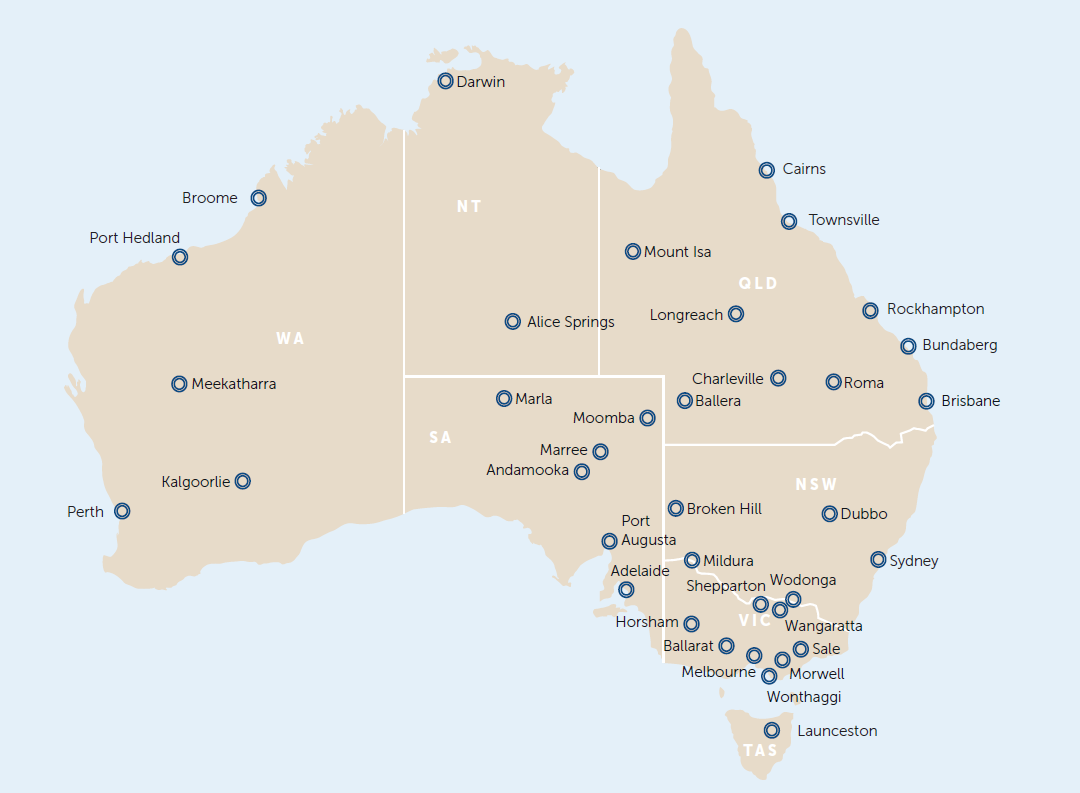
各地の基地の位置

フライングドクターまたはロイヤル・フライングドクター（Royal Flying Doctor Service of Australia、RFDS、The Flying Doctors）は、オーストラリアで小型飛行機やヘリコプターを利用して、病院から遠く離れた患者を移送する事業であり、広大な土地に限られた人口が点在し、各自治体同士も地理的に隔離されている状況が珍しくないという同国の医療事情に対応するのが主目的である。
創設者は、当時のオーストラリアの長老派教会の教役者であり、後のFrontier ServicesとPresbyterian Inland Missionの礎となるAustralian Inland Missionを創設したジョン・フリン（John Flynn）。サービスの開始は1928年。
管轄エリアと担当は大別してクイーンズランド州方面、南東方面、中央方面、西オーストラリア州方面に分かれており、これらの全てに各本部が設置されている他に、全般の拠点である全国委員会はシドニーに、それ以外の各基地も含めて合計でオーストラリアの25ヶ所に基地が点在している。
創設者のジョン・フリンと開業当時の飛行機は20ドル紙幣にも肖像が使われている。

## 基地都市一覧

### クイーンズランド州
ブリスベン、バンダバーグ、ケアンズ、チャールビル、ローマ、ロングリーチ、マウントアイザ、ロックハンプトン、タウンズビル

### ニューサウスウェールズ州
ブロークンヒル、ダボ、シドニー

### 南オーストラリア州
アデレード、ポートオーガスタ、アンダムーカ、マーラ、マリー、ムーンバ

### ノーザンテリトリー
アリススプリングス、ダーウィン

### 西オーストラリア州
パース、ポートヘッドランド、ミーカサラ、カルグーリー、ブルーム

### ビクトリア州
メルボルン、ホーシャム、バララット、ウォンサッギ、セール、モーウェル、ミルデューラ、ウォドンガ、シェパートン、ウォンガラッタ

### タスマニア州
ローンセストン